# Arsenoflorencite-(La)
L'arsenoflorencite-(La) è un minerale del gruppo della dussertite descritto nel 2009 in base ad un campione raccolto nell'estate del 1999 nel lago di circo di Grubependity, area di Maldynyrd, alto corso del fiume Kozhim negli Urali prepolari, Repubblica dei Komi, Russia. Il nome è stato attribuito in relazione alla florencite ed all'arsenoflorencite-(Ce). È analoga all'arsenoflorencite-(Ce) con preponderanza di lantanio, un elemento delle terre rare.
Questo minerale è stato trovato per la prima volta nel distretto uranifero nel nord della Boemia in Repubblica Ceca ma era presente solo come zone ed anelli all'interno di cristalli zonati in maniera complessa per cui non è stata adeguatamente caratterizzata da essere classificata come nuova specie di minerale.

## Morfologia
L'arsenoflorencite-(La) è stata scoperta sotto forma di cristalli romboedrici, pseudocubici o tabulari di dimensione fino a 0,2 mm di aspetto molto simile a quelli dell'andalusite.

## Origine e giacitura
L'arsenoflorencite-(La) è stata trovata all'interno di concrezioni formate soprattutto da ardennite-(As), spessartina e piemontite oltre a manganiandrosite-(La), zircone, monazite-(La), xenotime-(Y), chernovite-(Y) e gasparite-(Ce). Le concrezioni sono state trovate in strati di scisto formato da quarzo, clorite, sericite ed ematite con l'aggiunta di ardennite-(As), spessartina e monazite-(Ce). Oltre a questi, lo scisto contiene anche epidoto, allanite-(Ce), pirofillite, diasporo, piemontite, monazite-(La), florencite-(Ce), xenotime-(Y), cloritoide ed oro. L'arsenoflorencite-(La) probabilmente si è formata durante la ricristallizzazione delle concrezioni nel metasedimento in epoca paleozoica.